# Слепой Индрикис
Слепой Индрикис (Индрикис, Индрик, латыш. Neredzīgais Indriķis; 15 октября 1783 — 14 января 1828) — латышский поэт. Первый из латышских поэтов, чьи произведения издавались отдельными сборниками «Neue Wöchentliche Unterhaltung» и в «Latviešu Avīzes» и первый латышский поэт, которого перевели на другие языки. Был крепостным, воспитанник пастора Эльферфельда, который записывал его стихи.
С 5 лет лишился зрения; жил в Курляндии, в Априкенском приходе (на территории сегодняшней Лажской волости Айзпутского края), занимаясь портняжеством и чеботарством. Свои песни сложил под влиянием Штендера Старшего и Лифляндского сборника духовных песен и под руководством пастора К. Г. Эльверфельда, который первый, вместе с бароном Шлиппенбахом, перевёл его стихотворения на немецкий язык.
В 1806 Эльверфельд издал небольшой сборник главных стихотворений (всего 13) слепого латышского поэта: «Та neredziga Indrik’a Dzeesmas»; позднее напечатаны поздравительные стихи Индрика генерал-губернатору маркизу Паулучи и др., а также аллегория по поводу освобождения латышских крестьян от крепостной зависимости («Briwestibas preceszana»).
Индрик — провозвестник рассвета латышской литературы. Он поэт любви, богобоязненности, тихого семейного счастья и добрых отношений немцев и господ к латышам. Индрик писал сначала нерифмованными стихами и придумал ко многим из своих песен свои собственные мелодии. Его «Dzesmas» вышли в 1862 2-м изд. Из патриотических стихов известна его песня о Курляндии («Ak Kurzeme na jauki»).